# Nycomed
Nycomed Holdings A/S (рос. Нікомед Холдінгс А/С) — швейцарська фармацевтична компанія, входить в число 30 найбільших фармацевтичних компаній світу за обсягами продажів. Штаб-квартира — в Цюриху (з 2007 року; раніше штаб-квартира розташовувалася в данському місті Роскілле).

## Історія
Заснована в Норвегії 1874 року як компанія, що торгує фармацевтичними препаратами провізором Мортеном Нюегором (Morten Nyegaard). При підставі компанія отримала назву Nyegaard & З (скорочено — Nyco). 1913 року компанія почала виробництво ліків-дженериків. У грудні 2006 року поглинула фармацевтичну компанію Altana Pharma.
У вересні 2011 року Takeda Pharmaceutical придбала Nycomed за 9.6 млрд євро.

## Власники та керівництво
Основні акціонери — фонд Nordic Capital (42, 7 %), DLJ Merchant Banking (25, 9 %), Coller International Partners (9, 7 %), Avista Capital Partners (6, 6 %).
Голова управління — Хокан Б'єрклунд.

## Діяльність
В 13 країнах світу (Норвегія, Данія, Фінляндія, Ірландія, США, Естонія та ін) налічується 19 заводів компанії. Основні лікарські препарати, що випускаються компанією — пантопразол (46 % обороту компанії), актовегін (70 % продажів — на ринках Росії та СНД), кальцій-Д3-нікомед, куросурф та ін

### Показники діяльності
Число співробітників компанії — близько 12 тис. осіб.
Виручка 2010 року склала 3,2 млрд євро (в 2009 також 3,2 млрд євро), EBITDA — 851 млн євро (2009 року — 1, 1 млрд євро).
Виручка 2006 року склала 869, 9 млн євро (2005 року — 747, 5 млн євро), чистий збиток — 83, 4 млн євро (81 млн євро). З урахуванням показників компанії Altana Pharma, купленої в грудні 2006 року, виручка об'єднаної компанії 2006 року — 3, 4 млрд євро.

### Nycomed в Росії
Компанія продавала свої препарати ще в роки існування СРСР. За оцінками експертів, виручка від російського ринку становить близько 10 % сукупних продажів компанії; Nycomed входить в десятку найбільших гравців ринку ліків країни.
2010 року Nycomed почала будівництво власного підприємства в Ярославлі. Очікується, що інвестиції в завод складуть 75 млн євро, а відкриється він 2013 року.

## Nycomed в Україні
Нікомед Україна — фармацевтична компанія з диференційованим портфелем, основу якого складають брендовані ліки, які застосовуються в гастроентерології, кардіології, неврології, знеболенні, профілактиці остеопорозу, хірургії, а також для лікування респіраторних та запальних захворювань. Широкий ряд безрецептурних продуктів доповнює портфель. Пошук нових продуктів відбувається на основі не лише власних досліджень, але із залученням зовнішніх партнерів.
Провідними продуктами компанії Нікомед є Актовегін, Кардіомагніл, Цераксон, Кальцій Д3 — Nycomed, Конкор, Називін, Глюкофаж, Ксефокам та Даксас.
Нікомед представляє в Україні ряд інноваційних препаратів, які застосовуються в кардіології, хірургії, рентгенології — Омніпак, Омніскан, Візіпак, а також забезпечують високий рівень як діагностики, так і надання медичної допомоги, що відповідає сучасним вимогам.
Нікомед — компанія, що працює в країнах Європи, а також на ринках, що швидко розвиваються, таких як СНД, Латинська Америка, країни Азіатсько-тихоокеанського регіону. Компанія представлена на 50 світових ринках.
1993 — Відкривається Представництво компанії Нікомед в Україні.
1998 — Вихід на український ринок препаратів Називін (краплі для носа) і Конкор (антигіпертензивний, антиангінальний, протиаритмічний засіб).
2000 — На український ринок виводиться засіб для профілактики остеопорозу — Кальцій — Д3 Нікомед.
2005 — Препарати Кардіомагніл (для профілактики станів, що супроводжуються півищеною агрегацією тромбоцитів), Ксефокам (нестероїдний протизапальний засіб класу оксикамів), Глюкофаж (препарат для лікування ЦД 2 типу) виводяться на український ринок.
2006 — Нікомед представляє на українському ринку Цераксон — інноваційний препарат для лікування порушень мозкового кровообігу.
2007 — Придбання компанією Нікомед німецької компанії Altana Pharma AG. Нікомед входить до 30 найбільш фармацевтичних компаній світу.
2008 — Нікомед виводить на український ринок 6 нових препаратів. Контролок — довершений інгібітор протонної помпи. Педеа — безпечне та надійне закриття боталлової протоки в новороджених. Глюкофаж XR — оригінальний метформін із модифікованим вивільнення. Маример — для лікування та профілактики захворювань носа. А-Церумен — засіб для лікування та профілактики сірчаних пробок. Фізіодоза — засіб для гігієни очей, вух, носа у дітей перших років життя та дорослих.
2009 — Нікомед представляє на вітчизняному ринку препарат Нейробіон — вітаміни групи В.
2010 — Зарєєстрований в Україні препарати Бритомар, Енеас, Ебрантіл — для лікування серцево-судинних захворювань, Ксимелін Екстра — засіб від нежитю, препарат ТЕКТА Контрол — для лікування захворювань ШКТ.
2011 — Нікомед виводить на ринок препарат Даксас (рофлуміласт) — перший представник нового класу лікарських засобів для лікування пацієнтів із ХОЗЛ.
2011 — 30 вересня 2011 року було оголошено про завершення операції з придбання компанії Nycomed компанією Takeda. Поглинання буде сприяти розширенню географічних зон присутності, а також розширенню продуктового портфеля компанії, зокрема за рахунок препаратів, що застосовуються для терапії серцево-судинних і метаболічних захворювань, в гастроентерології, онкології, при порушеннях роботи центральної нервової системи, запальних та імунних розладах, захворюваннях органів дихання та при больовому синдромі.
Компанії Takeda і Nycomed об'єднує прагнення забезпечити кращий рівень здоров'я пацієнтам у всьому світі.